# Xã Monroe, Quận Miami, Ohio
Xã Monroe (tiếng Anh: Monroe Township) là một xã thuộc quận Miami, tiểu bang Ohio, Hoa Kỳ. Năm 2010, dân số của xã này là 15.553 người.